# Hieronim Kołaczkowski
Hieronim Kołaczkowski herbu Abdank (zm. przed 5 października 1746 roku) – kasztelan śremski w latach 1738–1742, sędzia ziemski wschowski w latach 1714–1738, podczaszy kaliski w latach 1701–1714.
Był konsyliarzem województwa kaliskiego w konfederacji sandomierskiej 1704 roku. Marszałek sejmiku deputackiego województw poznańskiego i kaliskiego w 1709 roku. 